# Lista de bairros de Itacoatiara
Abaixo segue uma lista dos bairros existentes na cidade brasileira de Itacoatiara:
- Centro
- Colônia
- Iracy[1]
- Santo Antônio
- Jauary 1
- Pedreiras
- Prainha[1]
- São Jorge
- Nova Jerusalém
- São Cristóvão
- Mutirão
- Da Paz
- MUTIRÃO 2
- São Francisco
- Jardim florestal
- Centenário
- Santa luzia
- Tiradentes
- Moisés Israel
- Jardim Lorena
- Jardim Amanda
- Jardim Adriana
- Mamoud Amed
- Eduardo Braga 1
- Eduardo Braga 2
- Nova Jerusalém
- Lindóia
- Jacarezinho
- Poranga 1
- Poranga 2
- Jauary 2
- Nogueira Junior
- Araújo Costa
- Cidadão